# ランダル・オトオ
ジュニオール・ランダル・オトオ・ズエ（Junior Randal Oto'o Zué 、1994年5月23日 - ）は、ガボン・リーブルヴィル出身のプロサッカー選手。CDコヴァ・ダ・ピエダーデ所属。ポジションは、ディフェンダー（ライトバック）。